# Liesbeth Koenen
Liesbeth Koenen (Tilburg, 11 juni 1958 - 19 augustus 2020) was een Nederlands taalkundige, wetenschapsjournalist en auteur.

## Biografie

### Opleiding
Koenen bezocht van 1970 tot 1972 het Henric van Veldekecollege te Maastricht. Na in Oegstgeest het Rijnlands Lyceum te hebben doorlopen ging zij aan de Universiteit van Amsterdam Nederlandse Taal- en Letterkunde studeren. In 1985 deed zij haar doctoraalexamen Algemene Taalwetenschap met specialisatie theoretische taalkunde. Ze studeerde af bij Hugo Brandt Corstius.

### Carrière
Na haar studie deed Koenen een cursus wetenschapscorrespondentie en interviewde in dat kader de taalkundige Noam Chomsky. Het interview verscheen in NRC.
Als freelance wetenschapsjournalist werd ze in 1986 medewerker van NRC Handelsblad, waarvoor zij vooral over taal en hersenen schreef. Ze kreeg onder meer bekendheid door haar verzet tegen de nieuwe spellingsregels van 1995, voor onder andere de tussen-n. Ook pleitte ze er sinds begin jaren negentig voor om van taalkunde een schoolvak te maken.
Ze was vaste medewerker van Vrij Nederland en incidenteel leverde zij bijdragen aan onder meer Het Parool, Hollands Maandblad, Kijk, De Groene Amsterdammer, Woord & Gebaar, Onze Taal en Quest
In 1988 werd zij redacteur en interviewer voor het blad Akademie Nieuws van de KNAW.
In 1988 begon zij ook bijdragen te leveren aan radio- en televisieprogramma's op het terrein van cultuur, wetenschap en journalistiek. Van 2014 tot 2018 schreef ze de column Taal! in De Telegraaf.
Koenen werd de eerste Nederlandse journalist die zich uitsluitend op taal richtte. Voor haar was het een wonder dat mensen in staat zijn moeiteloos een taal te gebruiken als instrument om met elkaar te communiceren en ontdekkingen te doen. Rode draad in haar werk was het doorgeven en toegankelijk maken van kennis en ideeën.

## Bestuursfuncties
- In 1989 was Koenen medeoprichter van de Stichting Cursussen Wetenschapscorrespondentie (SCW) en fungeerde acht jaar als secretaris van het bestuur. Ook was zij als gastdocent aan de SCW verbonden.
- 1999-2002 Medeoprichter en daarna voorzitter van de FreeLancers Associatie (FLA), belangenorganisatie voor freelance schrijvers, journalisten en vertalers. In 1999 begon PCM Uitgevers tegen haar en haar drie medebestuurders Rik Smits, Antoinette Polak en Nicolaas Matsier een rechtszaak over het hergebruik van het werk van freelancers, die het uitgeefconcern in 2000 verloor. Naar aanleiding daarvan betaalde PCM zo'n 5 miljoen gulden aan zijn freelance medewerkers.
- Vanaf 2004 lid adviesraad Technika 10, non-profitorganisatie die deelname van meisjes en vrouwen aan techniek wil bevorderen.

## Prijzen
- 1993 KIJK/Wetenschapsweekprijs (nu Eurekaprijs voor wetenschapscommunicatie) voor haar boek Gebarentaal (zie onder)
- 1995 2e prijs prijsvraag "Wat je altijd had willen schrijven maar nooit mocht" uitgeschreven door de Vereniging van Wetenschapsjournalisten in Nederland.
- 1996 NSES Award of the Netherlands Society for English Studies "Voor een journalist die zich buitengewoon verdienstelijk heeft gemaakt op het gebied van de Nederlandse Anglistiek op academisch niveau."

## Wetenswaardigheden
- Kenmerkend taalgebruik van Koenen was het regelmatig tussenvoegen van korte spreektaalwoordcombinaties in geschreven tekst zoals nou maar eens of oké, goed.
- Willem Frederik Hermans was in de veronderstelling dat Liesbeth Koenen een van de pseudoniemen van zijn rivaal Hugo Brandt Corstius was.
- De boektitel Het vermogen te verlangen (9 letters)  is een cryptogram voor taalkunde.
- Tot het eind van haar leven werkte zij dankzij een beurs van het Nederlands Letterenfonds en een bijdrage van het Jaap Hartenfonds aan een biografie van Hugo Brandt Corstius.
- Max Pam wijdde een van zijn wekelijkse columns 'Beweringen & Bewijzen' aan Liesbeth Koenen: 'Liesbeth Koenen (1958-2020)', in: De Volkskrant, 26 augustus 2020, p. 24